# Cophixalus pictus
Cophixalus pictus es una especie de anfibio anuro de la familia Microhylidae.

## Distribución geográfica
Esta especie es endémica del oeste de Nueva Guinea en Indonesia. 
Pero se espera que esté más extendido en el hábitat de la selva baja.

## Publicación original
- Kraus, 2012 : Papuan frogs of the genus Cophixalus (Anura: Microhylidae): new synonyms, new species, and a dichotomous key. Zootaxa, n.º 3559, p. 1-36.[3]